# 長島伸子
長島 伸子（ながしま のぶこ、1956年7月27日 - ）は、日本のソプラノ歌手、クラシック解説者、女性声優。東京都出身。

## 来歴・人物
東京都出身。お茶の水女子大学で声楽を専攻。同大学大学院修了後、二期会オペラスタジオの研究生を経て準会員となる。

## 出演作品

### TV
- 『ふえはうたう』（歌のお姉さん） - NHK教育テレビ 1981～1986年
- 『音楽の広場』 - NHK 1985年
- 『カフェ・シティ横浜』 - テレビ神奈川 1988年
- 『お母さんの勉強室』 - NHK 1989年
- 『学校音楽コンクール』（総合司会） - NHK 1989年
- 『さわやか、みんなのハーモニー』 - NHK 1990年
- 『日本のうた、ふるさとのうた100曲』 - NHK 1991年
- 『親の目、子の目』 - テレビ朝日 2000年

### TVCM
- パリ・ミキ 1988年
- アメリカ屋靴店 1989年
- 富士通カー・オーディオ 1990年

### ラジオ
- 『川中美幸の人・心・歌』 - 文化放送 1988年
- 『東芝名曲サロン』 - ラジオ日本 1988年
- 『FMリサイタル』 - NHK 1989年
- 『三越クラシックコンサート』 - ラジオ日本 1993年
- 『FEBC』 - 国際キリスト教放送 1988年
- 『ポップス・ステーション』 - NHK-FM 1994年
- 『21世紀の医療と介護を見つめて』（司会） - ラジオ日本 2000年
- 『クラッシーミュージアム』 - FMヨコハマ 2007年

### アルバム
- 『マリアの子守歌』 1987年
- 『トロイメライ』 - 日本コロムビア 1989年
- 『日本の抒情詩』1992年
- 『ウィーン わが夢の街』 1995年

### コンサート
- 東京都交響楽団『音楽鑑賞コンサート』4回出演 1984年
- 文化庁主催こども劇場『ヘンゼルとグレーテル』 - グレーテル役 1985年
- NHK交響楽団『クリスマス・コンサート』 1987年
- N響オーケストラと協演 1990年
- 讀賣日響アンサンブル 1990年
- ニューフィル千葉アンサンブル等と協演 1990年
- 建設省主催コンサート 1991年
- 日本経済新聞社主催『天使のクリスマス』（共演：森本レオ）1992年
- 名古屋『新日鉄コンサート』出演　1993年
- 日本経済新聞社主催『星に願いを』日経ホール（共演：風間杜夫）1993年
- 日本経済新聞社主催『クリスマスファンタジー』日経ホール（共演：筑紫哲也）1994年
- 日本経済新聞社主催『クリスマスコンサート』（共演：辰巳卓郎）1996年
- イエルク・デムス氏と大分、東京にてのデュオ・コンサート　出演　1998年
- 浜離宮ホールにてリサイタル（共演：チェコ・フィル室内管弦楽団）2000年
- 米国、ノースカロライナ州にてコンサート 2000年
- 安田生命ホールにてリサイタル（共演：プラハ・バロック・アンサンブル、中村健）2001年
- 『YBP音楽祭』（司会）　2002・2003・2004年
- サントリーホールにてリサイタル（共演：ムジカ・ボヘミカ）2003・2005年
- サントリーホールにてリサイタル（共演：ウィーン・サロン・オーケストラ）2004・2006年
- I.S.S.J主催『クリスマス・コンサート』カザルスホール 2007・2008年

### ゲーム
- 『インフィニットループ 古城が見せた夢』日本一ソフトウェア（PSP) - タチアナ役[2]
- 『モノクローム・ファクター』5PB（PS2） - 藤原の嫗様役

### 合唱団
- 「ミューズの会」（女声）ならびに「ミューズエンゲルスコール」（混成）主宰

### 映画 その他
- 教材レコード録音 ポリドール・レコード 1983年
- ヴェニスにてデヴィッド・ハミルトン監督ビデオ映画出演 1991年
- フォーレ「レクイエム」（セルジュ・ボド指揮）、ロンドンフィルハーモニーとロンドンにて録音　1991年